# Лейк-Чарльз (пропіленопровід)
Лейк-Чарльз (пропіленопровід) – трубопровід, споруджений для постачання пропілену з Техасу споживачам у Луїзіані.
В кінці 1970-х в районі Х’юстону почалось введення численних нових установок парового крекінгу – можливо назвати підприємства в Ченнелв’ю (1976, 1977), Сідар-Байу (1977), Діїр-Парк (1978), Бейтауні (1979). Це призвело до рішення спорудити систему для подачі пропілену високої якості (придатного для полімеризації, polymer-grade-propylene) на схід в Луїзіану, до одного з центрів нафтохімічної промисловості в районі Лейк-Чарльз. Необхідний для цього трубопровід ввели в експлуатацію у 1980-му, він мав довжину 77 миль та починався від потужного ЗВГ-хабу в Монт-Бельв’ю (пара десятків кілометрів від східної околиці Х’юстону).
В той же час, неподалік траси пропіленопроводу у Порт-Артурі (західна сторона озера Сабін, яке відділяє Техас від Луїзіани) також запустили нове піролізне виробництво – крекінг-установку компанії Texaco (1979), котра доповнила вже існуючі в «Золотому трикутнику» (Порт-Артур/Орандж/Бомонт) виробництва. Як наслідок, з Порт-Артуру проклали перемичку довжиною 21 миля (Sabine Propylene Pipeline), яка приєднувалась до пропіленопроводу з Монт-Бельв’ю до Лейк-Чарльз.